# 클라우디아 제7군단

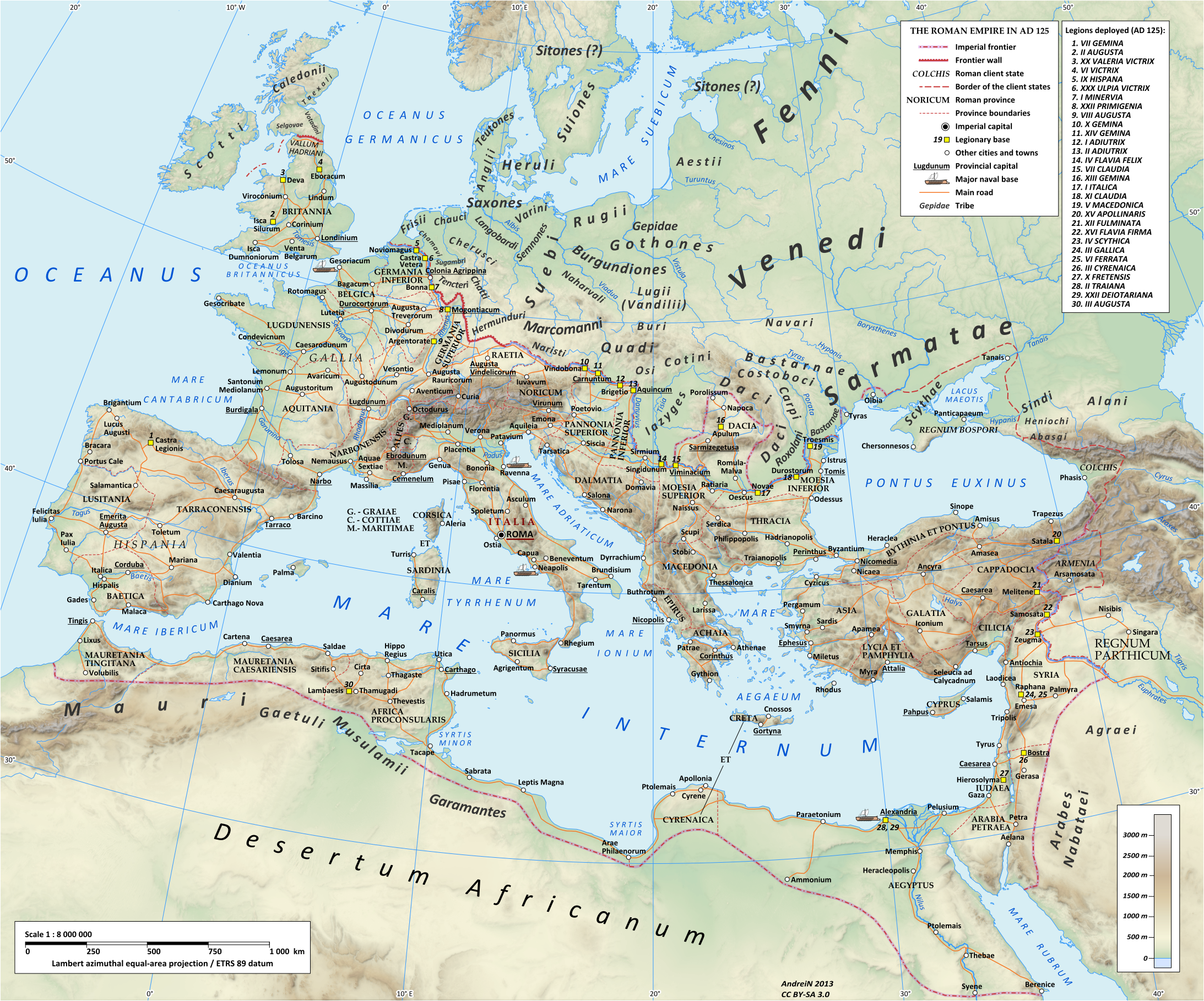
하드리아누스 황제 통치 시기인 125년의 로마 제국의 지도로, 58년부터 4세기까지 모이시아 속주의 비미니키움의 도나우강에 주둔하는 클라우디아 제7군단을 나타내고 있다

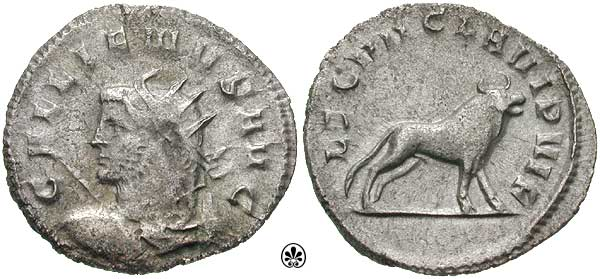
갈리에누스의 기념 주화LEG VII CLA VI P VI F (클라우디아 제7군단, 6번의 믿음, 6번의 충성, 뒷면에는 군단의 상징인 수소가 새겨져 있다.

클라우디아 제7군단 (Legio septima Claudia, 클라우디우스 제7군단)은 로마 제국의 육군의 군단 중 하나이다. 상징은 모든 카이사르의 군단들과 같이 사자와 함께 숫소였다.
제7군단, 제6군단, 제8군단, 제9군단은 폼페이우스에 의해 창설됐다. 제8군단, 제9군단, 제10군단과 함께 로마 제정 시기의 군대 중 가장 오래된 부대였다. 기원전 58년에 율리우스 카이사르의 명령으로 갈리아 키살피나로 이동한 후 그와 함께 갈리아 전쟁 전역을 누볐다. 카이사르는 네르비족과 맞선 전투에 관한 그의 기록물에서 제7군단을 언급했으며, 카이사르의 대리 크라수스가 이끈 서부 갈리아 확장에 동원된 것으로 보인다. 56년에는 베네티족 원정에 참여하였다.  베르킨게토릭스에 의해 일어난 사태에서는 루테티아 인근에서 교전했고, 알레시아에서도 활동했었을 것이며, 벨로바키족에 대한 소탕 작전에도 확실하게 관여했다.
제7군단은 카이사르의 브리튼 침공 기간에 사용한 두 개의 군단 중 하나이며, 기원전 48년 파르살루스 전투에서 중요한 역할을 했고, 도나우강 중부 지역을 지키며, 최소한 4세기까지는 존재했다.
트라야누스 황제에게 데케발루스의 머리를 가져온 로마의 병사인 티베리우스 클라우디우스 막시무스가 클라우디아 제7군단 소속이였다. 폼페이의 한 비문은 플로로니우스도 제7군단에서 복무했다고 밝히고 있다. 그 비문은 다음과 같이 말하고 있다: "제7군단의 영광스런 병사 플로로니우스가 이곳에 묻혔다. 여성들은 그의 존재를 알지 못 했다. 오직 6명만이 알았으며, 이것은 그에게 너무 적었다."

## 같이 보기
- 로마 군단 목록